# Ay Yapım
Ay Yapım é uma empresa de produção de mídia turca fundada em 2005 por Kerem Çatay. Suas produções também são transmitidas em diferentes canais de TV nacionais e são exibidas em vários países, como os Bálcãs, o Oriente Médio e até partes da América do Sul. 
Os direitos do roteiro de Aşk-ı Memnu, foram adquiridos pelo Telemundo Television Studios nos Estados Unidos que teve sua refilmagem intitulada de Pasión prohibida. No Seoul International Drama Awards, um dos eventos de prestígio do mundo da televisão, a empresa ganhou em 2012 o prêmio de melhor especial de drama com a produção, Ezel, e também em 2014 o prêmio de melhor série dramática com Medcezir.